# دوقية كارنيولا

علم كارنيولا

شعار كارنيولا

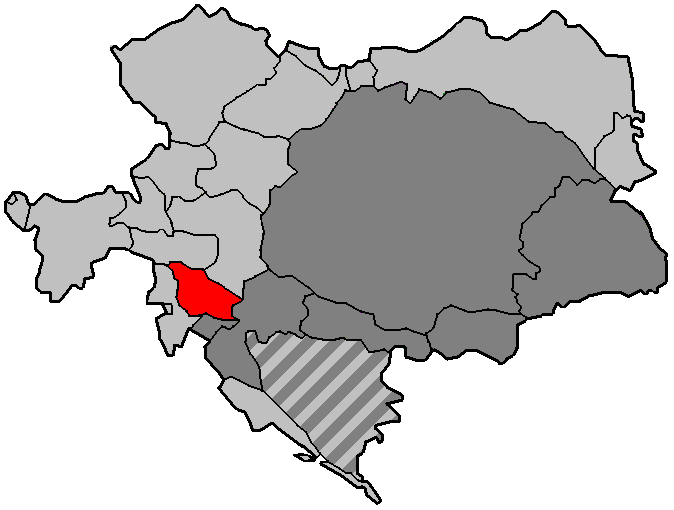
موقع دوقية كارنيولا ضمن النمسا-المجر (باللون الأحمر)

دوقية كارنيولا (بالسلوفينية: Vojvodina Kranjska)‏ هي دوقية تقع في جنوب غربي النمسا ومحاذية لدوقية كارينثيا, وجزء من الإمبراطورية الرومانية المقدسة التي حكتمها أسرة هابسبورغ من عام 1364 إلى عام 1918 أي حتى نهاية الحرب العالمية الأولى، تبلغ مساحتها 9,990 كم2 وعدد سكانها 510,000 نسمة ومعظمهم يدينون بالكاثوليكية الرومانية وعاصمتها ليوبليانا وتقع الآن ضمن حدود مملكة يوغوسلافيا (في الوقت الحاضر سلوفينيا).

## وصلات خارجية
- Map - Duchy of Carniola in 1849
- Slovenian National Insignia